# جانغنام، الجانب الآخر
جانغنام، الجانب الآخر (بالكورية: 강남 비-사이드) هو مسلسل تلفزيوني كوري جنوبي، من بطولة جو وو-جين، جي تشانغ ووك، ها يون-كيونغ. بدا عرضه على ديزني+ من 6 الى 27 نوفمبر 2024.

## القصة
تدور أحداث المسلسل في قلب منطقة جانجنام، ويتبع محققًا من النخبة يواجه خفض رتبته (كانغ دونغ وو)، ومدعية عامة (مان سو جين)، وعميلا غامضًا (يون جيل هو)، بينما يتحدون لمحاربة مجموعة من النخبة الغنية في المدينة.

## طاقم
- جو وو جين - كانغ دونغ وو[2]
- جي تشانغ ووك - يون جيل هو[2]
- هاي يون كيونغ - مان سو جين[2]
- بيبي - كيم جاي-هي[3]
- اوه يي-جو في دور كانغ يي-سيول: شقيقة دونغ وون.[4]

## الإنتاج
المسلسل من كتابة جوو وون-جيو الذي كتب مسلسل ارجون (2017)، وفيلم أسورا (2022) واخراج بارك نوري وانتاج ساناي بيكتشرز مع ميجا بوكس بلس لصالح منصة ديزني+.

### طاقم
يجمع المسلسل بين جي تشانغ ووك وبيبي مرة أخرى على ديزني+ بعد مسلسل أسوأ شر، كما سيقود الموسيقى هوانغ سانغ-جون الذي عمل على اسوا شر.

## روابط خارجية
- غانغنام، الجانب الآخر على موقع IMDb (الإنجليزية)
- غانغنام، الجانب الآخر على موقع فيلمافينيتي (الإسبانية)
- غانغنام، الجانب الآخر على موقع قاعدة بيانات الفيلم (الإنجليزية)
- جانغنام، الجانب الآخر على هانسينما